# Wonorze (gromada)
Wonorze – dawna gromada, czyli najmniejsza jednostka podziału terytorialnego Polskiej Rzeczypospolitej Ludowej w latach 1954–1972.
Gromady, z gromadzkimi radami narodowymi (GRN) jako organami władzy najniższego stopnia na wsi, funkcjonowały od reformy reorganizującej administrację wiejską przeprowadzonej jesienią 1954 do momentu ich zniesienia z dniem 1 stycznia 1973, tym samym wypierając organizację gminną w latach 1954–1972.
Gromadę Wonorze z siedzibą GRN w Wonorzu utworzono – jako jedną z 8759 gromad na obszarze Polski – w powiecie inowrocławskim w woj. bydgoskim, na mocy uchwały nr 24/7 WRN w Bydgoszczy z dnia 5 października 1954. W skład jednostki weszły obszary dotychczasowych gromad Brudnia, Modliborzyce, Ośniszczewko, Ośniszczewo i Wonorze ze zniesionej gminy Dąbrowa Biskupia w tymże powiecie. Dla gromady ustalono 23 członków gromadzkiej rady narodowej.
1 stycznia 1958 do gromady Wonorze włączono wieś Szpital ze zniesionej gromady Gąski w tymże powiecie.
Gromadę zniesiono 31 grudnia 1961, a jej obszar włączono do gromad Marcinkowo (wsie Szpital, Wonorze i Modliborzyce) i Dąbrowa Biskupia (wsie Brudnia, Zagajewice, Zagajewiczki, Ośniszczewo i Ośniszczewko) w tymże powiecie.